# موفق بن احمد خوارزمی
موفق بن احمد خوارزمی (۴۸۴–۵۶۷ هجری) فقیه، محدث و مورخ اهل سنت سدهٔ ششم هجری است. از آثار او المناقب و مقتل الحسین است. زمخشری و عمر بن محمد بن احمد نسفی از استادان او، و ابن شهرآشوب از شاگردان او بوده‌اند. تاریخ تولد و وفاتش مورد اختلاف است، اما احتمالاً سال تولدش ۴۸۴ و سال وفات ۵۶۸ هجری بوده‌است. یاقوت حموی او را «حافظ می‌نامد» و صلاح‌الدین صفدی در الوافی بالوفیات از او تمجید کرده‌است.